# Leocadie Gerlach
Vilhelmine Leocadie Theresia Gerlach, som ogift Bergnéhr, och i ett upplöst äktenskap Fossum, född 26 januari 1826 i Stockholm, död 13 september 1919, var en dansk, ursprungligen svensk, operasångerska (mezzosopran).

## Biografi
Gerlach föddes i Sverige som dotter till officeren Carl Bergnehr och Charlotta Vilhelmina Christina Philp. Hon debuterade hon som mezzosopran på Mindre teatern i Stockholm den 24 februari 1844. Kompositören och sångaren Isidor Dannström rådde henne att studera i Paris, men på vägen dit anställdes hon i stället vid Det Kongelige Teater i Köpenhamn, där hon undervisades av Henrik Rung och gjorde succé vid sin debut 1845. Hon blev fast anställd 1848, och studerade sedan i London under Manuel Patricio Rodríguez García. När hon återvände till Danmark blev hon Danmarks främsta operaprimadonna.
Under de första åren efter debuten gjorde hon roller som Romeo i Bellinis I Capuleti e i Montecchi, Rosina i Barberaren i Sevilla, Adalgisa och titelrollen i Norma. Under 1850-talet och senare framträdde hon bland annat som Donna Anna i Don Juan, Cherubin och Susanna i Figaros bröllop, Marie i Regementets dotter och titelpartier som Lucia di Lammermoor, Fidelio och Lucrezia Borgia.
Gerlach utnämndes hon till hovsångerska 1858. Hon uppträdde sista gången 1866 och var sedan sånglärare vid Köpenhamnoperan.
Hon gifte sig med assistenten E.C. Fossum 1852, skilde sig 1857 och gifte sig med sångaren Carl Ludvig Gerlach. Hon var syster till den kända svenska skådespelerskan Zelma Hedin.